# 馬淵村
馬淵村（まぶちむら）は、滋賀県蒲生郡にあった村。現在の近江八幡市中心部の南方、日野川の右岸にあたる。

## 地理
- 山岳：瓶割山
- 河川：日野川

## 歴史
- 1889年（明治22年）4月1日 - 町村制の施行により、馬淵村・東横関村・千僧供村・東川村・上畑村・倉橋部村・浄土寺村・新巻村・長福寺村の区域をもって発足。
- 1954年（昭和29年）3月31日 - 八幡町・岡山村・金田村・桐原村が合併して近江八幡市が発足。同日馬淵村廃止。

## 交通

### 鉄道路線
- 近江鉄道
  - 八日市線
    - 武佐駅

駅名は隣接する武佐村から採られている。

### 道路
- 国道8号